# 第35飛行隊 (イスラエル空軍)
イスラエル空軍 第35飛行隊（35 Squadron） は、イスラエル空軍創設以前にハガナーの航空部隊"Shirut Avir"に編成された飛行隊である。

## 歴史
第35飛行隊が編成されたのはイスラエル独立宣言とほぼ同時期の1948年5月で、最初に配備されたのは5機のUC-64A ノースマンであった。これらのノースマンにはShirut Avirによって製作された即製の爆弾ラックが取り付けられていたが、実際には輸送や連絡の任務に使用された。これらの任務の中でもよく知られているのが1948年8月に行われたアヴァク作戦での地上部隊 (第11"イフタハ"旅団)への支援で、この作戦は死海沿岸で行われており、大型機の着陸が困難であったことからノースマンの着陸性能が重宝された。
1948年11月になると第35飛行隊の運用機は10機のT-6G／AT-6 "テキサン／ハーヴァード"に更新された。これらのT-6には即製の武装ラックが取り付けられて迷彩塗装が施され、地上部隊の近接航空支援任務に投入された。
第一次中東戦争終結後の1949年5月に第35飛行隊は解隊され、運用していたT-6は新たに創設されたイスラエル空軍航空学校の練習機に転換された。